# Nguyễn Thái Sơn (cầu thủ bóng đá)
Nguyễn Thái Sơn (sinh ngày 13 tháng 7 năm 2003) là một cầu thủ bóng đá chuyên nghiệp người Việt Nam, chơi ở vị trí tiền vệ cho câu lạc bộ V.League 1 Đông Á Thanh Hóa và đội tuyển bóng đá quốc gia Việt Nam.

## Sự nghiệp câu lạc bộ
Sinh ra ở Thanh Hóa, Thái Sơn được huấn luyện bởi đội bóng địa phương Đông Á Thanh Hóa. Anh ra mắt chuyên nghiệp cho Đông Á Thanh Hóa vào ngày 4 tháng 11 năm 2022 khi vào sân thay cho Hoàng Đình Tùng ở phút thứ 72, và ghi bàn thắng cuối cùng trong trận hòa 1-1 với Câu lạc bộ bóng đá Hà Nội. Kết thúc mùa giải 2022, Thái Sơn thi đấu 5 trận và ghi được 2 bàn thắng, cùng với đó là đạt huy chương đồng Cúp Quốc gia 2022.
Mùa giải 2023, Sơn thường xuyên được thi đấu hơn, thể hiện được vai trò cầm bóng và triển khai lối chơi tốt. Hầu hết được đưa vào sân từ băng ghế dự bị, nhưng đều thi đấu khá tốt và là 1 nhân tố quan trọng trong tương lai của bóng đá xứ Thanh. Nhờ ý thức chuyên nghiệp, chăm chỉ và khiêm nhường ấy của Thái Sơn, HLV Popov bắt đầu tung anh vào sân ở giai đoạn nút thắt của mùa giải. Thái Sơn sau cùng được nhận giải cầu thủ trẻ xuất sắc nhất V.League 2023 và giành được chiếc Cúp Quốc gia 2023 cùng đội bóng.
Mùa giải 2023-24 là mùa giải Thái Sơn được đá chính trọn vẹn, người điều phối bóng cho câu lạc bộ, khi anh thi đấu trận siêu cúp Quốc gia, 24 trận V League và 4 trận cúp Quốc gia. Kết thúc mùa giải, anh đoạt siêu cúp Quốc gia 2023 và cúp Quốc gia 2023-24 cùng đội bóng xứ Thanh.

## Sự nghiệp đội tuyển quốc gia
Tháng 4 năm 2023, Thái Sơn được huấn luyện viên Philippe Troussier điền tên vào Đội tuyển bóng đá U-23 quốc gia Việt Nam tham dự Đại hội Thể thao Đông Nam Á 2023.  Anh đã ghi một bàn thắng trong trận đấu vòng bảng thứ hai với Singapore.
Ngày 18 tháng 6 năm 2023, Thái Sơn lần đầu tiên được triệu tập vào đội tuyển Việt Nam cho trận giao hữu với Syria diễn ra vào ngày 20 tháng 6.

## Phong cách chơi
Thái Sơn là một cầu thủ đa năng, có thể chơi tốt ở nhiều vị trí tiền vệ hoặc tiền vệ cánh. Anh có thể cân bằng tốt giữa phòng ngự và tấn công với khả năng di chuyển rộng khắp sân nhờ thể lực tốt.

## Thống kê sự nghiệp

### Câu lạc bộ
Tính đến 08 tháng 07 năm 2024
| Câu lạc bộ       | Mùa giải  | Giải đấu   | Giải đấu | Giải đấu | Cúp Quốc gia | Cúp Quốc gia | Khác | Khác | Tổng cộng | Tổng cộng |
| Câu lạc bộ       | Mùa giải  | Hạng       | Trận     | Bàn      | Trận         | Bàn          | Trận | Bàn  | Trận      | Bàn       |
| ---------------- | --------- | ---------- | -------- | -------- | ------------ | ------------ | ---- | ---- | --------- | --------- |
| Đông Á Thanh Hóa | 2022      | V League 1 | 4        | 2        | 1            | 0            | —    | —    | 5         | 2         |
| Đông Á Thanh Hóa | 2023      | V League 1 | 15       | 0        | 4            | 0            | —    | —    | 19        | 0         |
| Đông Á Thanh Hóa | 2023-24   | V League 1 | 24       | 0        | 4            | 0            | 1    | 0    | 29        | 0         |
|                  | 2024-25   | V League 1 | 9        | 1        | 0            | 0            | 1    | 0    | 10        | 1         |
| Tổng cộng        | Tổng cộng | Tổng cộng  | 52       | 3        | 9            | 0            | 2    | 0    | 63        | 3         |

### Đội tuyển Quốc gia
Tính đến 5 tháng 6 năm 2023
| Đội tuyển | Năm       | Trận | Bàn |
| --------- | --------- | ---- | --- |
| Việt Nam  | 2023      | 6    | 0   |
| Việt Nam  | 2024      | 5    | 0   |
| Tồng cộng | Tồng cộng | 11   | 0   |

## Danh hiệu

### Câu lạc bộ

#### Thanh Hóa
Đông Á Thanh Hóa
- Cúp Quốc gia Việt Nam
  -  Vô địch: 2023, 2024
  -  Hạng ba: 2022
- Siêu cúp Quốc gia
  -  Vô địch: 2023

### Đội tuyển quốc gia
U-22 Việt Nam
- Đại hội Thể thao Đông Nam Á: 
  -  Huy chương đồng: 2023